# بن (رسید)
بُن، قبض رسید، یا سند هزینه، سندی است که نشان می‌دهد مبلغی وجه پرداخت شده‌است. فرد می‌تواند با استفاده از بن، از برخی خدمات بهره‌مند شود.
دولت‌ها معمولاً برای ارائه کمک‌هزینه به برخی قشرها برای آنها بن‌هایی را صادر می‌کنند.
بسته به کاربرد، به بن‌ها گاه سند حسابداری نیز می‌گویند به این معنی که در اداره‌ای بخش حسابداری پرداخت وجهی را به ارزش بن، تأیید کرده‌است.

## در گردشگری
بن‌هایی که برای دریافت کالا و استفاده از خدمات گردشگری در اختیار اعضای گشت قرار می‌گیرد اصطلاحاً گشت‌برگ (به انگلیسی: voucher) نامیده می‌شود.